# Paris-Tours espoirs 2014
La 23e édition de Paris-Tours espoirs s'est déroulée le 12 octobre 2014. La course fait partie du calendrier UCI Europe Tour 2014 en catégorie 1.2U.

## Présentation

### Parcours
La course démarrait d'habitude de Bonneval, ville-départ de la course élite. Cette année, le départ a lieu à Châtillon-en-Dunois.

### Équipes
Classé en catégorie 1.2U de l'UCI Europe Tour, Paris-Tours espoirs est par conséquent ouvert aux équipes continentales professionnelles françaises, aux équipes continentales, aux équipes nationales et aux équipes régionales et de clubs.
Trente-trois équipes sont au départ de cette édition.

## Classement final
|    | Coureur           | Pays            | Équipe                    |    | Temps           |
| -- | ----------------- | --------------- | ------------------------- | -- | --------------- |
| 1  | Mike Teunissen    | Pays-Bas        | Rabobank Development Team | en | 3 h 46 min 06 s |
| 2  | Martijn Tusveld   | Pays-Bas        | Rabobank Development Team | +  | 04 s            |
| 3  | Sam Oomen         | Pays-Bas        | Rabobank Development Team | +  | 06 s            |
| 4  | Benjamin Declercq | Belgique        |                           | +  | 41 s            |
| 5  | Antoine Warnier   | Belgique        | Color code-Biowance       |    | -               |
| 6  | Hugo Hofstetter   | France          |                           |    | -               |
| 7  | Daniel McLay      | Grande-Bretagne |                           | +  | 1 min           |
| 8  | Dylan Page        | Suisse          |                           | +  | 1 min 02 s      |
| 9  | Mickaël Guichard  | France          |                           |    | -               |
| 10 | Timo Roosen       | Pays-Bas        | Rabobank Development Team |    | -               |